# Championnats d'Afrique de taekwondo 2018
Navigation
Édition précédente Édition suivante
Les championnats d'Afrique de taekwondo 2018 se déroulent à Agadir (Maroc) du 29 au 30 mai 2018. 

## Médaillés

### Hommes
| Épreuves | Or                            | Argent                     | Bronze                                               |
| -------- | ----------------------------- | -------------------------- | ---------------------------------------------------- |
| - 54 kg  | Solomon Demze (ETH)           | Moustapha Kama (SEN)       | Nabil Moaz (EGY) Amine Elharmazi (MAR)               |
| - 58 kg  | Hani Neffati (TUN)            | Mohamed Farag (EGY)        | Omar Lakehal (MAR) Yousef Saleh Shriha (LBA)         |
| - 63 kg  | Ouahid Briki (TUN)            | Oumar Sissoko (MLI)        | Mouhamed El Mactar Diao (SEN) Reda Bennay (MAR)      |
| - 68 kg  | Abdelrahman Wael (EGY)        | Ismael Yacouba Garba (NIG) | Olusola Olowookere (NGA) Ibrahim Bourkia (MAR)       |
| - 74 kg  | Achraf Mahboubi (MAR)         | Saifeddine Trabelsi (TUN)  | Arnold Nkoy Mokomo (SOM) Seif Eissa (EGY)            |
| - 80 kg  | Ababacar Sadikh Soumare (SEN) | Cheick Sallah Cissé (CIV)  | Bibis Hamza (MAR) Djibo Sani Yahaya (NIG)            |
| - 87 kg  | Seydou Gbane (CIV)            | Noureddine Ziani (MAR)     | Abdelrahman Darwish (EGY) Karamoko Soumare (MLI)     |
| + 87 kg  | Anthony Mylann Obame (GAB)    | Ayoub Bassel (MAR)         | Firmin Zokou (CIV) Abdoulrazak Issoufou Alfaga (NIG) |

### Femmes
| Épreuves | Or                       | Argent                          | Bronze                                                 |
| -------- | ------------------------ | ------------------------------- | ------------------------------------------------------ |
| - 46 kg  | Soukaina Sahib (MAR)     | Bouma Ferimata Coulibaly (CIV)  | Fadia Farhani (TUN) Habiba Mansour (EGY)               |
| - 49 kg  | Nour Abdelsalam (EGY)    | Ikram Dhahri (TUN)              | Maria Andrade (CPV) Khadija Douah (MAR)                |
| - 53 kg  | Oumaima El Bouchti (MAR) | Rahma Ben Ali (TUN)             | Chinazum Nwosu (NGA) Radwa Abdelkader Reda (EGY)       |
| - 57 kg  | Nada Laaraj (MAR)        | Tekiath Ben Yessouf (NIG)       | Bineta Diedhiou (SEN) Banassa Diomandé (CIV)           |
| - 62 kg  | Rewan Refaei (EGY)       | Soukayna El Aouni (MAR)         | Ornella Elsa Ngassa Sokeng (CMR) Naomi Katoka (COD)    |
| - 67 kg  | Ruth Gbagbi (CIV)        | Maisoun Farouk (EGY)            | Wafae El Atri (MAR) Independent Santos Carvalho (CPV)  |
| - 73 kg  | Chaimae Kriem (MAR)      | Hedaya Malak Wahba (EGY)        | Amani Layouni (TUN) Sofia Reis (CPV)                   |
| + 73 kg  | Wiam Dislam (MAR)        | Menatallah Maher Abdelall (EGY) | Epiphane Madjussem (CHA) Aminata Charlene Traore (CIV) |

## Tableau des médailles
| Rang | Nation                           | Or | Argent | Bronze | Total |
| ---- | -------------------------------- | -- | ------ | ------ | ----- |
| 1    | Maroc                            | 6  | 3      | 7      | 16    |
| 2    | Égypte                           | 3  | 4      | 5      | 12    |
| 3    | Tunisie                          | 2  | 3      | 2      | 7     |
| 4    | Côte d'Ivoire                    | 2  | 2      | 3      | 7     |
| 5    | Sénégal                          | 1  | 1      | 2      | 4     |
| 6    | Éthiopie                         | 1  | 0      | 0      | 1     |
| 6    | Gabon                            | 1  | 0      | 0      | 1     |
| 8    | Niger                            | 0  | 2      | 2      | 4     |
| 9    | Mali                             | 0  | 1      | 1      | 2     |
| 10   | Cap-Vert                         | 0  | 0      | 3      | 3     |
| 11   | Nigeria                          | 0  | 0      | 2      | 2     |
| 12   | Cameroun                         | 0  | 0      | 1      | 1     |
| 12   | Libye                            | 0  | 0      | 1      | 1     |
| 12   | République démocratique du Congo | 0  | 0      | 1      | 1     |
| 12   | Somalie                          | 0  | 0      | 1      | 1     |
| 12   | Tchad                            | 0  | 0      | 1      | 1     |
|      | Total                            | 16 | 16     | 32     | 64    |